# Bud Kraehling
Jerome "Bud" Kraehling ( /ˈkreɪliːŋ/; 19 de junho de 1918 – 3 de junho de 2015) foi um americano, jornalista e meteorologista, cuja carreira se estendeu por mais de 50 anos.

## Início da vida
Kraehling nasceu em 1918, em Warsaw, Illinois. Sua primeira experiência em transmissão de rádio foi perto da Carthage High School (agora Illini West High School), onde ele reproduzia gravações e lia o relatório de fazenda. Depois de um trabalho em WGIL nas proximidades de Galesburg, Kraehling serviu o Exército nas Filipinas durante a segunda Guerra Mundial.

## Carreira
Em 1946, Kraehling mudou-se para as Cidades Gêmeas, trabalhando na rádio WTCN, antes de se mudar para WTCN TV(agora WCCO) em 1949. Em 1950, ele começou a fazer um breve relatório durante o telejornal das 23 horas. Kraehling continuou nessa ocupação pelos próximos 46 anos, presenciando muitas mudanças na indústria e os avanços na tecnologia, antes de retirar-se da estação em 1996. Após a aposentadoria, ele foi contratado como recepcionista pelo Centro de História de Minnesota, e ele se apresentava em casas de repouso.

## Conquistas
Ele foi o primeiro transmissor a usar radares meteorológicos nas Cidades Gêmeas, o primeiro a usar o recém-construído Shell Weather Tower e foi um defensor de longa data para separar os comerciais da transmissão em si, prática comum na década de 1950.

## Vida pessoal
Kraehling foi casado duas vezes: com Natalie Harris, até a sua morte em 1998, e a cantora Shirley Lockwood.
Kraehling morreu de câncer em 3 de junho de 2015. Ele deixou sua segunda esposa, quatro filhos do primeiro casamento: Candice, Cinda, Claudia, e Katie, e vários netos e bisnetos.